# Gudenhagen-Petersborn
Gudenhagen-Petersborn ist der jüngste Ortsteil der Stadt Brilon im östlichen Sauerland (Nordrhein-Westfalen, Deutschland). Am 31. Dezember 2021 lebten 1237 Einwohner in Gudenhagen-Petersborn.

## Lage
Gudenhagen liegt 2,7 km südsüdöstlich von Brilon seitlich der B 251, die nach Willingen führt. Die Höhe beträgt 470 m an der B 251 bis 530 m am Hang des Gudenhagener Poppenberges. An der Almetalbahn befindet sich der Gudenhagener Tunnel (280 m), der Haltepunkt ist jedoch aufgelassen. Petersborn mit einer Höhe von 510 bis 580 m befindet sich 3 km südlich der Kernstadt und südwestlich von Gudenhagen. Durch Petersborn verläuft die Wasserscheide zwischen Rhein und Weser.
Im Januar 2007 verwüstete der Orkan Kyrill große Teile des Waldes. Zum Gedenken daran steht am Ortseingang auf einer Fläche, die neu aufgeforstet wurde,  das Kyrill-Tor.
Um das Dorf liegt das Landschaftsschutzgebiet Freiflächen um Gudenhagen.

## Geschichte
Erstmals urkundlich erwähnt wurde Gudenhagen 1446 im Bürgerbuch der Stadt Soest. Der Ort war wohl Teil des Allodiums der Gebrüder Conrad und Everhard von Gudenberg. Später ging das Gut Gudenhagen als Lehensbesitz an die Adelsherren zu Hoppecke, die den Grund an die Kirche in Brilon verlehnten. Nach 1600 ging das Lehnsrecht an die Herren zu Padberg über. Das Gut wurde als Afterlehen verlehnt, dem Lehensnehmer stand es frei, die Ländereien  an bäuerliche Familien zu verpachten, dabei wurde ein Laudemium fällig. 
Gudenhagen war kirchlich an die Pfarrei Brilon angeschlossen, die Verstorbenen wurden auf dem städtischen Friedhof beigesetzt.
In den 1950er Jahren wurde eine Kapelle und von 1968 bis 1970 die katholische Kirche St. Michael erbaut.
Die Christen der anderen Konfession nutzen die Evangelische Kirche Gudenhagen.
Um 1616 hat der Gutsbezirk Gudenhagen eine gewisse Selbstständigkeit erreicht. Eine Sondersteuer des Herzogtums Westfalen wurde ausdrücklich vom Schulten in Gudenhagen eingefordert. Nach einem Protokoll einer kirchlichen Visitation von 1708 bestand Gudenhagen zu der Zeit aus zwei Höfen.
Der Ortsteil gehörte seit jeher zum Stadtgebiet Brilons. Die ersten Bewohner gab es in der Pulvermühle im Hoppecketal und in den Außengebieten von Gudenhagen. Mitte der 1950er Jahre wurde die Siedlung Petersborn gegründet und etwa zehn Jahre später die Bebauung in Gudenhagen verdichtet.

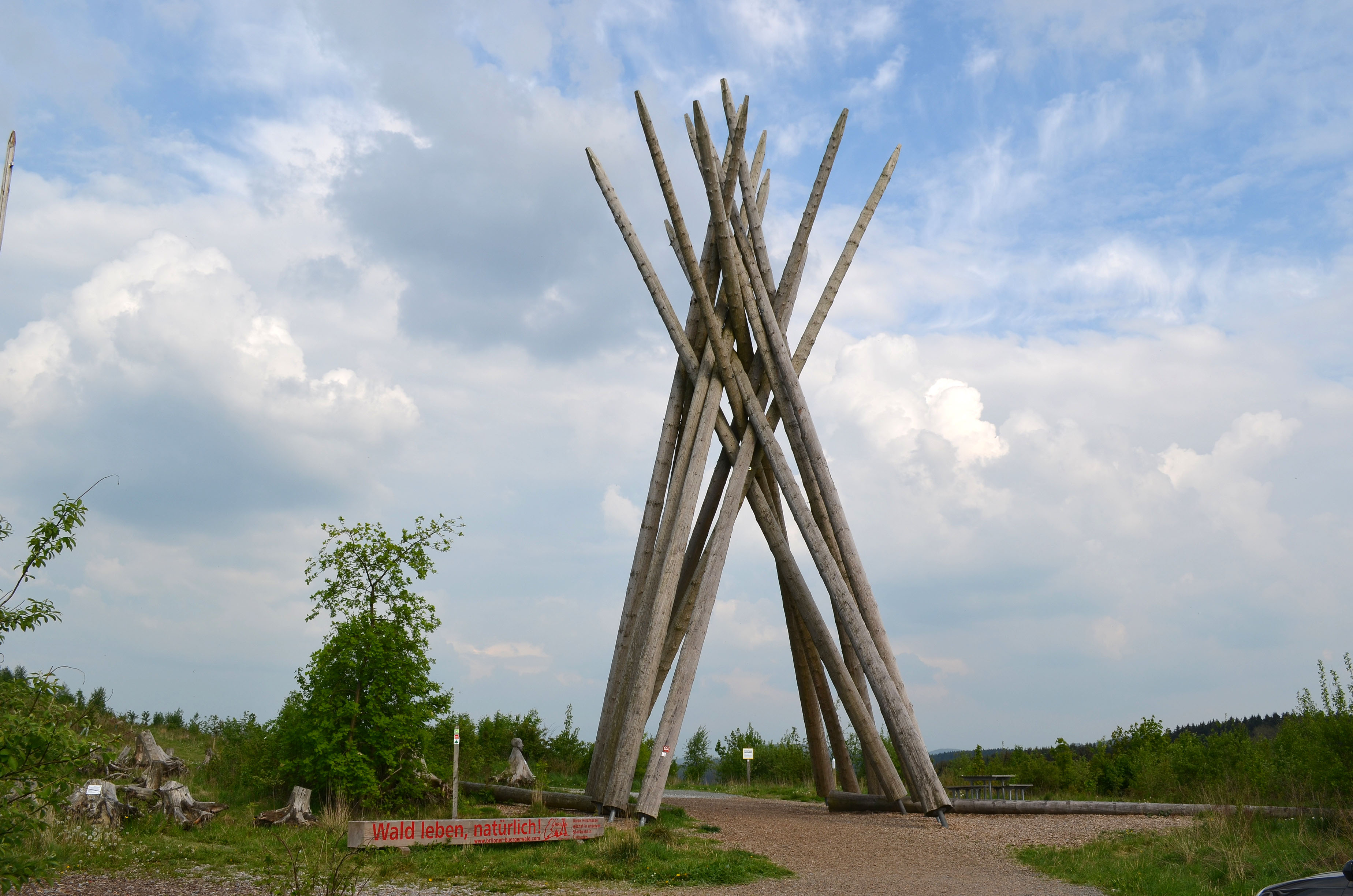
Kyrilltor im Bürgerwald am Ortseingang
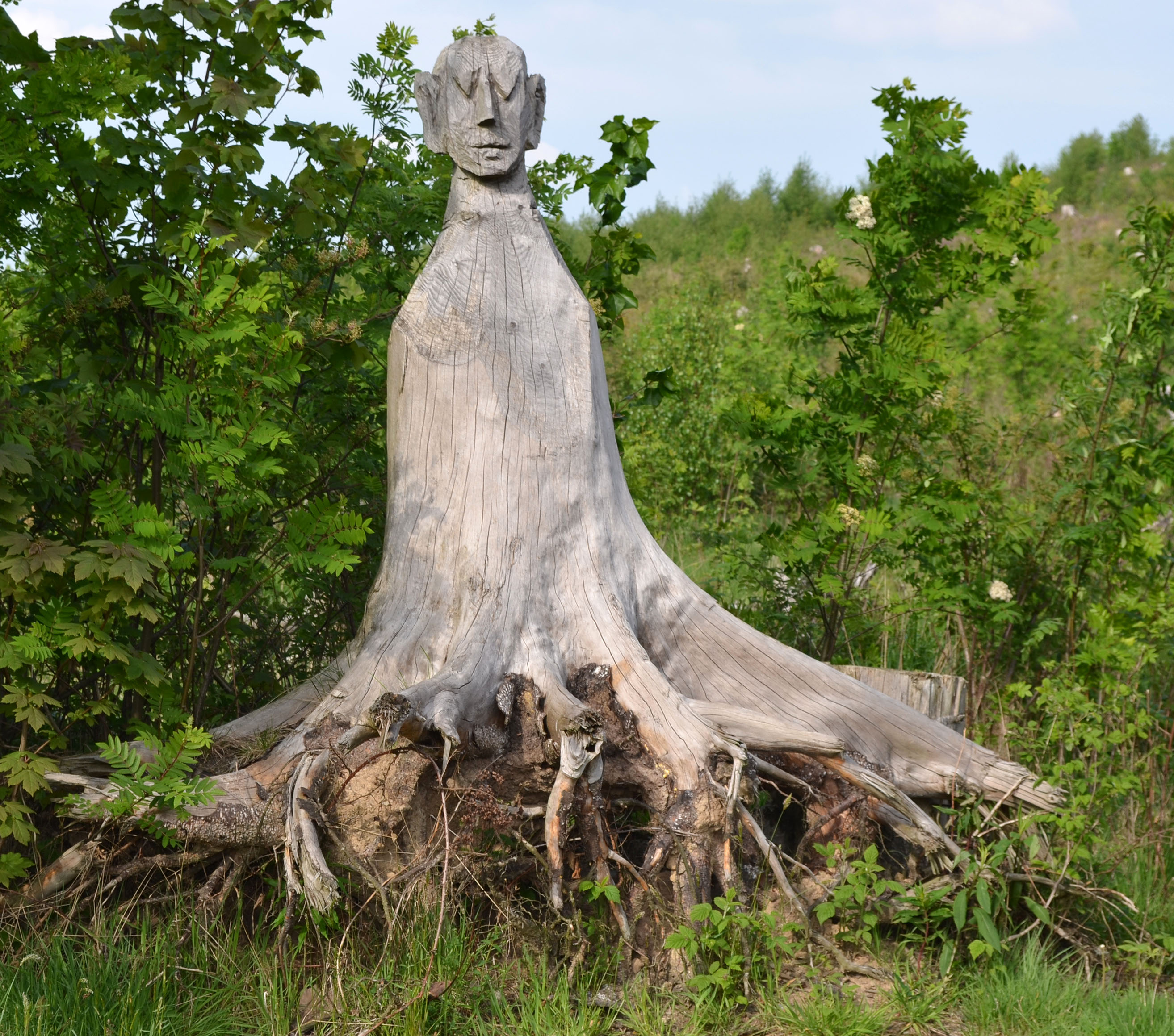
Kyrillkopf
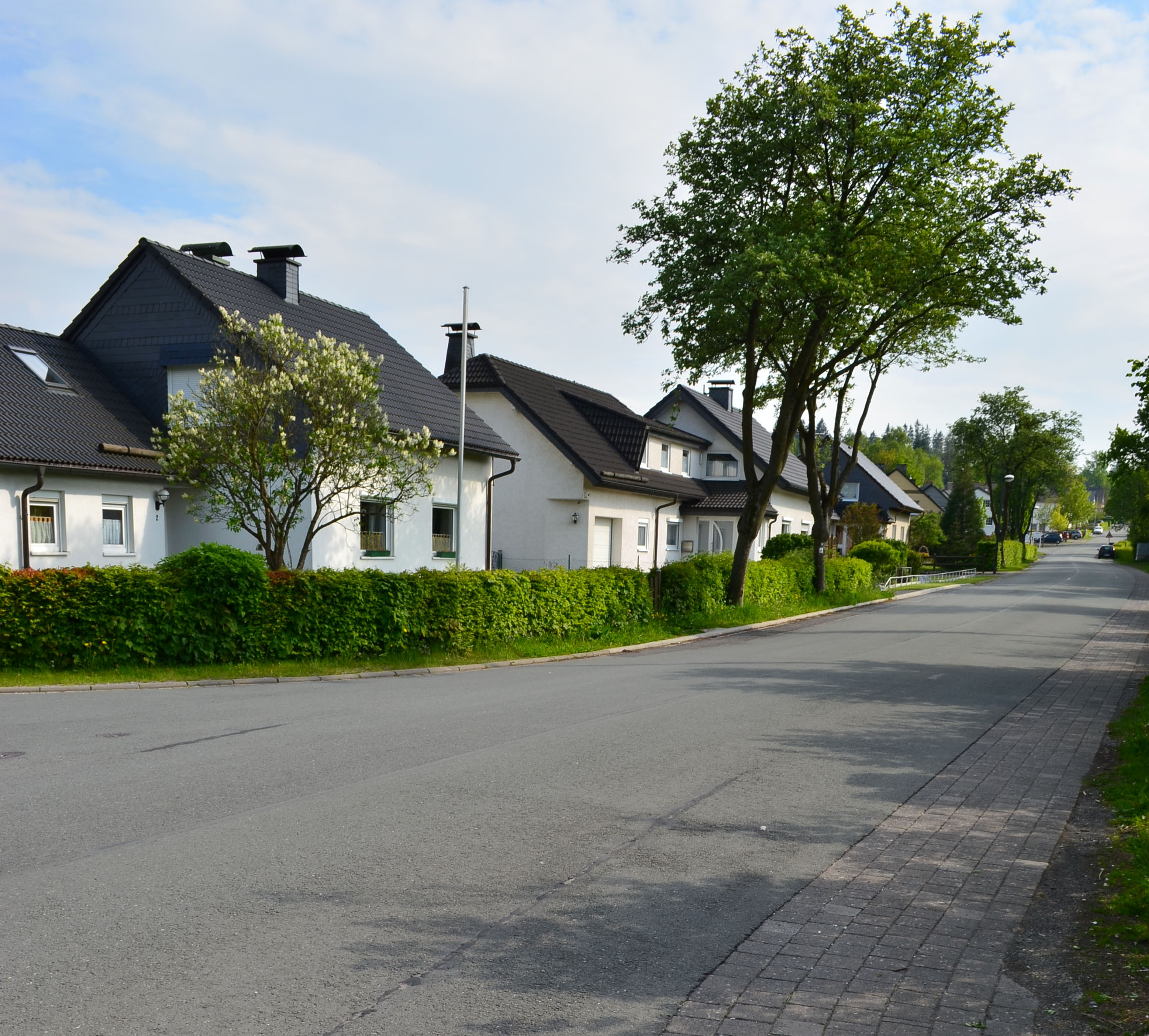
Straße mit ehemaligen Siedlungshäusern in Petersborn
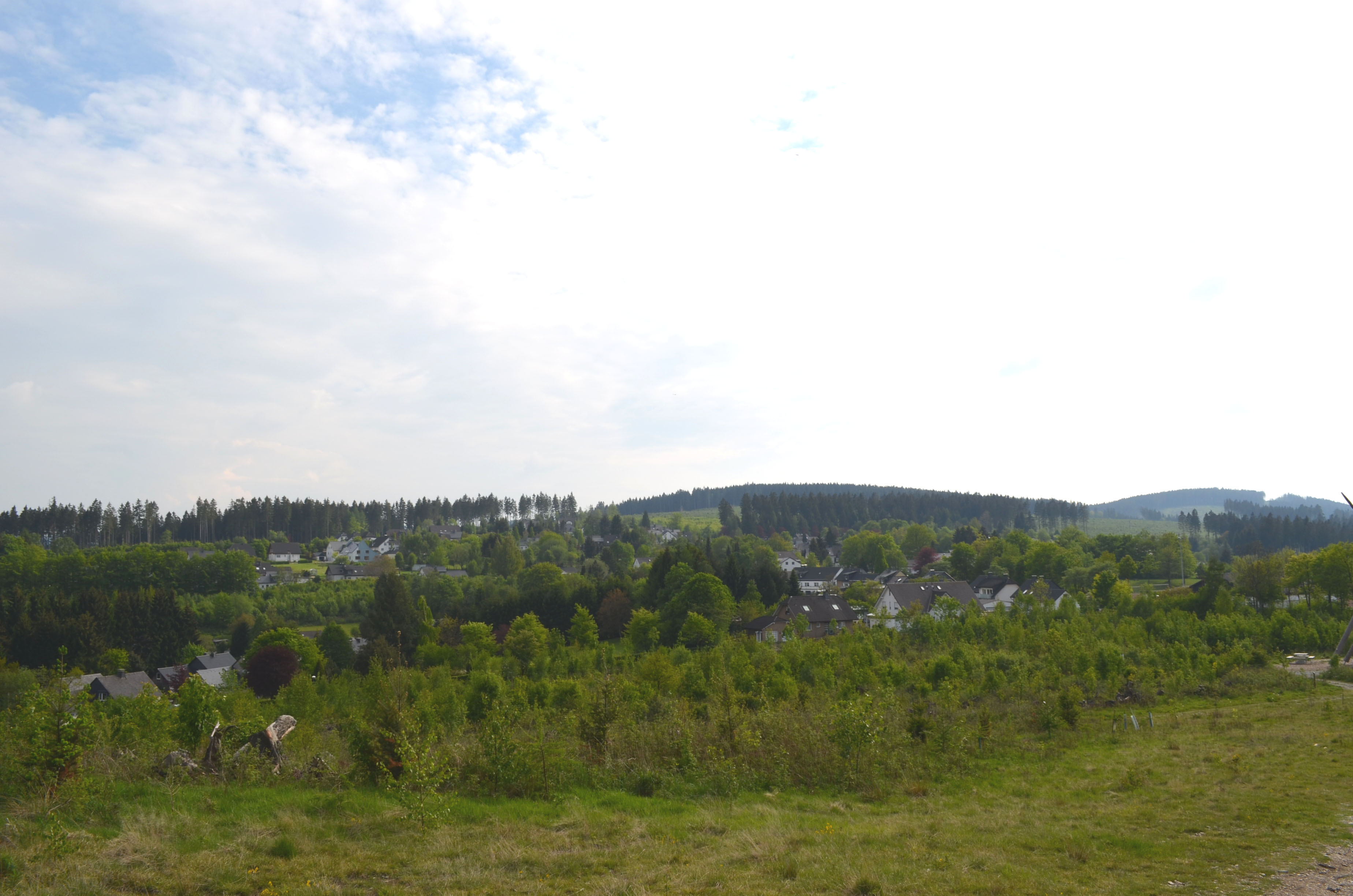
Blick über Petersborn